# Oppedette
Oppedette ist eine französische Gemeinde mit 44 Einwohnern (Stand 1. Januar 2022) im Département Alpes-de-Haute-Provence in der Region Provence-Alpes-Côte d’Azur. Sie gehört zum Kanton Reillanne im Arrondissement Forcalquier.

## Geografie
Das Dorf liegt am Eingang der Schlucht des Calavon und thront auf einem felsigen Vorsprung in 525 m Höhe.
Das Gemeindegebiet ist Teil des Regionalen Naturparks Luberon.

## Geschichte
Der Name Oppedette lässt sich durch die Lage des Dorfes und wegen der guten Möglichkeiten zur Verteidigung auf den Begriff des Oppidum zurückführen. Fachleute behaupten, es sei eine Verkleinerungsform des Namens Oppède.

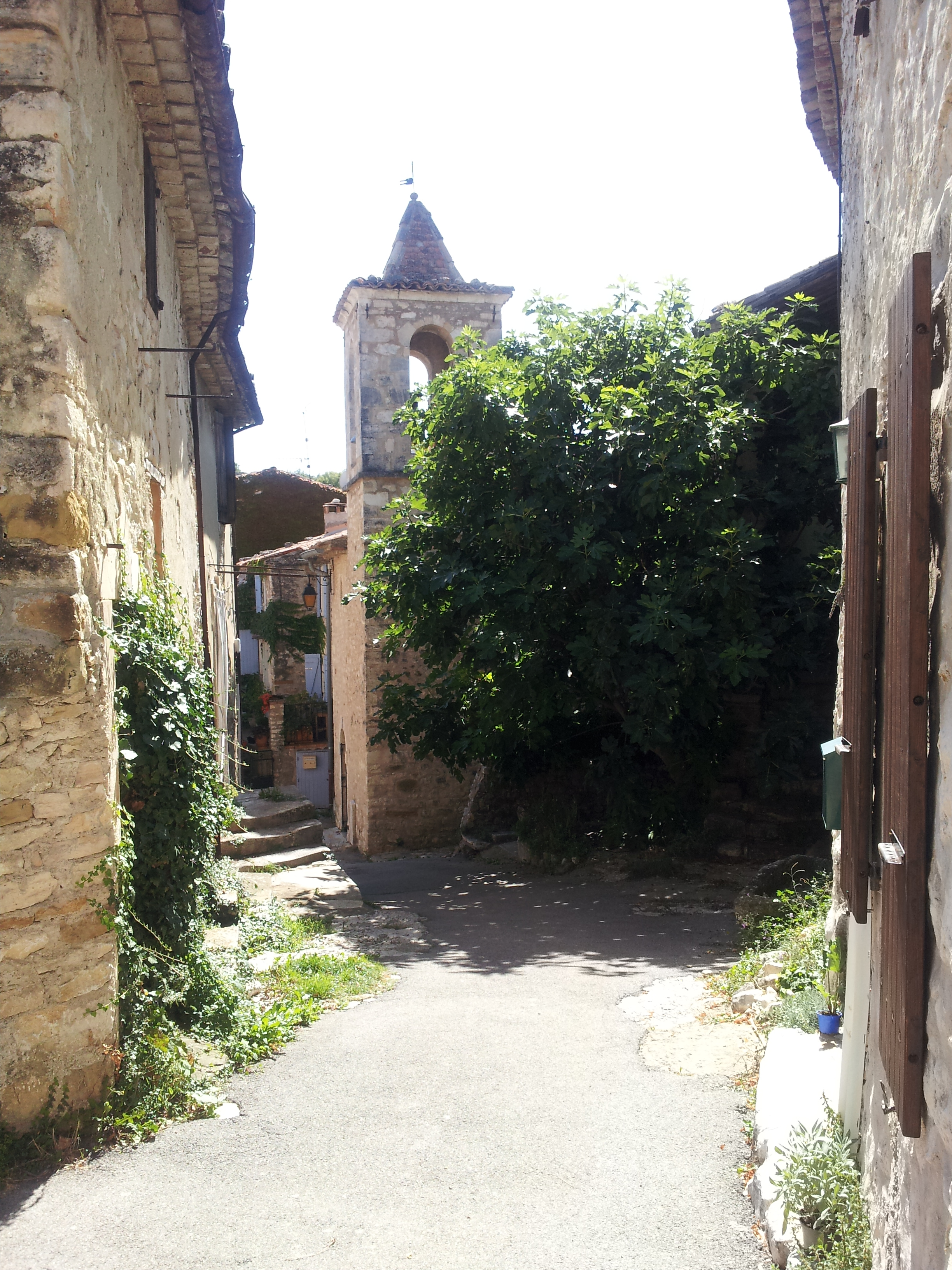
Kirche Saint-Didier

## Bevölkerungsentwicklung
| Jahr                       | 1962 | 1968 | 1975 | 1982 | 1990 | 1999 | 2006 | 2016 |
| Einwohner                  | 32   | 43   | 52   | 62   | 38   | 56   | 60   | 50   |
| Quellen: Cassini und INSEE |      |      |      |      |      |      |      |      |